# Stanisław Maria Jankowski
Stanisław Maria Jankowski (ur. 9 grudnia 1945 w Krakowie, zm. 10 lutego 2022 tamże) – polski publicysta, dziennikarz i pisarz, jeden ze współzałożycieli Niezależnego Komitetu Historycznego Badania Zbrodni Katyńskiej.

## Życiorys
Studiował historię na Uniwersytecie Jagiellońskim. Pracował jako dziennikarz m.in. w „itd”. „Dzienniku Polskim”. „Gazecie Krakowskiej” i „Życiu Literackim”. Autor powieści historycznych związanych tematycznie m.in. z okresem II wojny światowej i publikacji na temat zbrodni katyńskiej. W październiku 1989 roku współzałożyciel Komitetu Historycznego Badania Zbrodni Katyńskiej. Za książkę Dziewczęta w maciejówkach (Wydawnictwo Trio, Warszawa 2012) został uhonorowany w Śródmiejskim Ośrodku Kultury w Krakowie w listopadzie 2012 Nagrodą Krakowska Książka Miesiąca.
W 2017 został laureatem nagrody honorowej „Świadek Historii” przyznanej przez Instytut Pamięci Narodowej.
Pochowany na cmentarzu Rakowickim.
W 2023 roku został uhonorowany  post mortem nagrodą "Kustosz Pamięci Narodowej" przyznawaną przez Instytut Pamięci Narodowej.

## Publikacje książkowe
- Żołnierze „Zielonego” (1977)
- Dom dla jedynaka (1979)
- „Chlebowy”
- „Czarny” nadaje o trzeciej (1979)
- Znak Jastrzębca (1979)
- Szable i rapiery (1980)
- Steny z ulicy Mogilskiej (1980)
- Steny biją celnie (1984)
- Głową muru (1986)
- Królewski kurier (1986)
- Jak krakowscy żacy wygrali swoją wojnę ze Szwedami (1986)
- Powrót do Katynia (1990, współautor: Edward Miszczak)
- Strzały pod więzieniem: najsłynniejsze akcje Armii Krajowej (1992)
- Kwadrans na Zamarstynowie (1995)
- Generał Leopold Okulicki „Niedźwiadek”: fakty – dokumenty – ślady – legenda (1996)
- Czterdziestu co godzinę (2002)
- Dzień rozpoczął się szczególnie... (2003)
- Kolacja z konfidentem. Piwnica pod Barnami w dokumentach Służby Bezpieczeństwa ( 2006, współautor Jolanta Drużyńska)
- Ostatni lot Halifaxa (2007, współautor Jerzy Piekarczyk)
- Wyklęte życiorysy (2009, współautor Jolanta Drużyńska)
- Karski: raporty tajnego emisariusza (2009)
- Ucieczki specjalnego znaczenia (2011, współautor Jolanta Drużyńska)
- Dziewczęta w maciejówkach (2012)
- Klucze do wolności (2013)
- Dawaj Czasy! Czyli wyzwolenie po sowiecku (2016)
- Szafa emisariusza Jana Karskiego ( 2019)

## Odznaczenia
24 marca 2011 roku Prezydent RP Bronisław Komorowski odznaczył Stanisława Marię Jankowskiego Krzyżem Oficerskim Orderu Odrodzenia Polski za wybitne zasługi w upowszechnianiu prawdy katyńskiej.